# Albanezen in Australië
De Albanezen in Australië (Albanees: Shqiptarët në Australian) zijn in Australië wonende etnische Albanezen. De eerste Albanees die zich in Australië vestigde, was Naum Konxha, die in 1885 met zijn Engelse vrouw in Brisbane aankwam en zich permanent daar vestigde. De eerste belangrijke Albanese migratie naar Australië begon echter in de jaren '20 nadat de Verenigde Staten van Amerika de migratiequotumbeperking had opgelegd voor de Zuid-Europeanen. Veel Albanezen die in de jaren twintig arriveerden, vestigden zich op het platteland en hielden zich bezig met landbouwgerelateerde werkzaamheden - voornamelijk fruitteelt.
De Australische volkstelling van 1933 registreerde 770 in Albanië geboren inwoners die in Australië woonden, voornamelijk in Queensland en Victoria. Veel islamitische Albanezen vestigden zich rond Mareeba in het noorden van Queensland en de meeste christelijke Albanezen vestigden zich in Brisbane. In Victoria vestigden de meeste Albanezen zich rond Shepparton in het fruitteeltgebied Goulburn Valley.
Het communistische regime dat heerste over het naoorlogse Albanië legde immigratiebeperkingen op aan zijn burgers. Als gevolg hiervan arriveerde na de Tweede Wereldoorlog slechts een klein aantal naoorlogse vluchtelingen in Australië. Deze beperkingen bleven van kracht tot de jaren negentig. Sinds 1990 is het aantal Albanezen in Australië toegenomen. In 2006 werden er 2.397 Albanezen geregistreerd, terwijl dit aantal steeg naar 2.870 personen in de volkstelling van 2016.

## Religie
De religieuze samenstelling van de in Albanië geboren immigranten in Australië is als volgt:
|                    | 2016  | 2016   |
| Aantal             | %     |        |
| ------------------ | ----- | ------ |
| Islam              | 732   | 25,5   |
| Katholiek          | 525   | 18,3   |
| Oosters-orthodox   | 387   | 13,5   |
| Overige christenen |       | 2,1    |
| Andere religies    |       | 2,1    |
| Geen religie       |       | 31,4   |
| Geen antwoord      |       | 6,9    |
| Totaal             | 2.870 | 100,00 |

## Bekende Albanezen in Australië
- Besart Berisha, voetballer
- Gabriella Cilmi, zangeres (Arbëreshë)
- Sahit Prizreni, worstelaar